# Reserva natural de Kabardino-Balkarski
La reserva natural de Kabardino-Balkarski (ruso: Кабардино-Балкарский заповедник Kabardino-Balkarski zapovédnik) (también Kabardino-Balkarsky) es un "zapovédnik" (reserva ecológica estricta) rusa en la cresta principal de las montañas del norte del Cáucaso. Contiene todas las montañas de Europa de más de 5.000 metros además del Monte Elbrús y el Monte Kazbek, y contiene la mayor cantidad de glaciares. La cresta de la reserva forma la famosa "Pared de Bezenguí" que consiste en los picos Gestola (4859 m), Katyn-Tau (4858,8 m), Janga (5051 m), Jangi-Tau oriental (5033 m) y Shjara (5068 m). Hay 256 glaciares en los límites de la reserva. La reserva está situada en el distrito de Cherekski de la República de Kabardino-Balkaria; fue creada en 1976 y tiene una superficie de 82.507 ha.

## Topografía
La reserva cubre montañas que van desde los 1.800 metros en los valles de los ríos hasta el punto más alto en el Monte Dyj-tau (5.204 metros). El 60% de la reserva es zona alpina por encima de la línea de árboles. El territorio consiste en tres crestas separadas por ós profundos valles del río Cheguem, el río Cherek-Bezenguí y el río Cherek-Balkaria. La cresta más occidental se llama cresta Kargashilski.

## Clima y ecorregión
Kabardino-Balkarski se encuentra en la ecorregión de los bosques mixtos del Cáucaso. Esta ecorregión se encuentra a lo largo de las montañas del Cáucaso entre el Mar Negro y el Mar Caspio. Tiene uno de los niveles más altos de endemismo y diversidad de especies del mundo: 23% de las especies vasculares y 10% de los vertebrados.
El clima de Kabardino-Balkarski es un clima continental húmedo, con un verano fresco (clasificación climática de Köppen (Dfb)). Este clima se caracteriza por grandes oscilaciones de temperatura, tanto diurnas como estacionales, con veranos suaves e inviernos fríos y con abundantes nevadas. Los efectos climáticos en la reserva se ven muy afectados por la altitud: a 2.000 metros, la temperatura mínima en enero puede llegar a -30 C grados, mientras que a 4.000 metros la temperatura mínima puede llegar a -50 C grados.

## Flora y fauna
La biodiversidad de las plantas se debe a la amplia gama de zonas de altitud y a la complejidad del terreno. En la zona nival, por encima de los 3.600 metros, no hay vegetación en absoluto. En la zona subnival, de 3.000 a 3.500, la vegetación escasa y no continua es la de la tundra: líquenes, sauce rastrero, saxifraga. De 2.300 a 3.000 metros hay praderas alpinas de hierba baja (hasta 30 cm de altura). La zona subalpina, de 1.400 a 2.600 metros, son praderas alpinas de avellanos, alisos y rododendros. De 1.000 a 2.400 metros es un cinturón forestal de árboles de hoja ancha hasta 1.600 metros y coníferas por encima. Por debajo de los 1.000 metros hay pinos, abedules y robles.

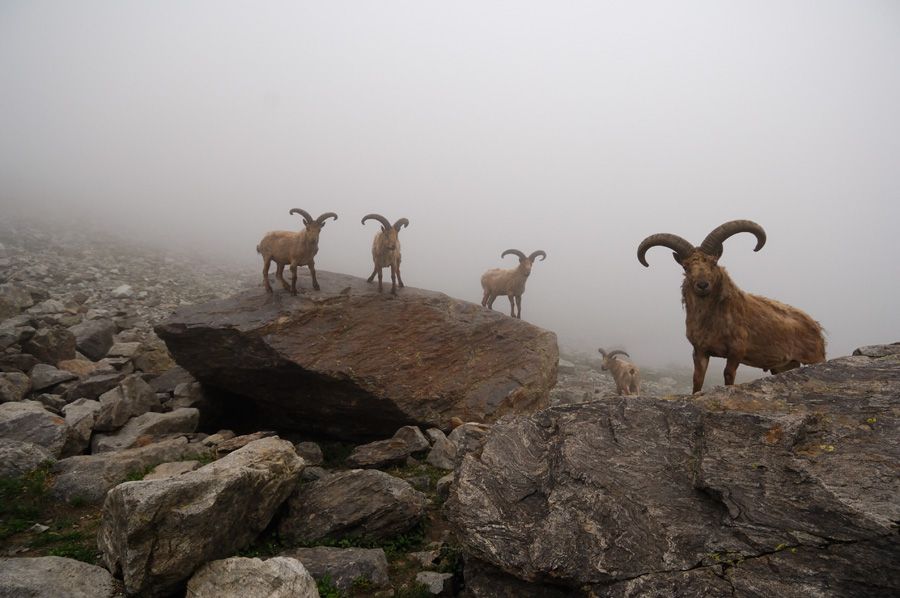
Capra caucasica en Kabardino-Balkarski

El mamífero representativo es el amenazado tur del Cáucaso Occidental. Se encuentra en dos subespecies separadas en los desfiladeros de Cheguem y Bezenguí, que representan el Cáucaso occidental y Daguestán. Los osos pardos son muy comunes. Otros animales comunes son el zorro, el chacal, el gato salvaje, la marta, el armiño, las comadrejas, la ardilla de Altái, la liebre y varias especies de roedores, musarañas y murciélagos. Los únicos peces que se encuentran en los arroyos son las truchas de arroyo.

## Ecoturismo

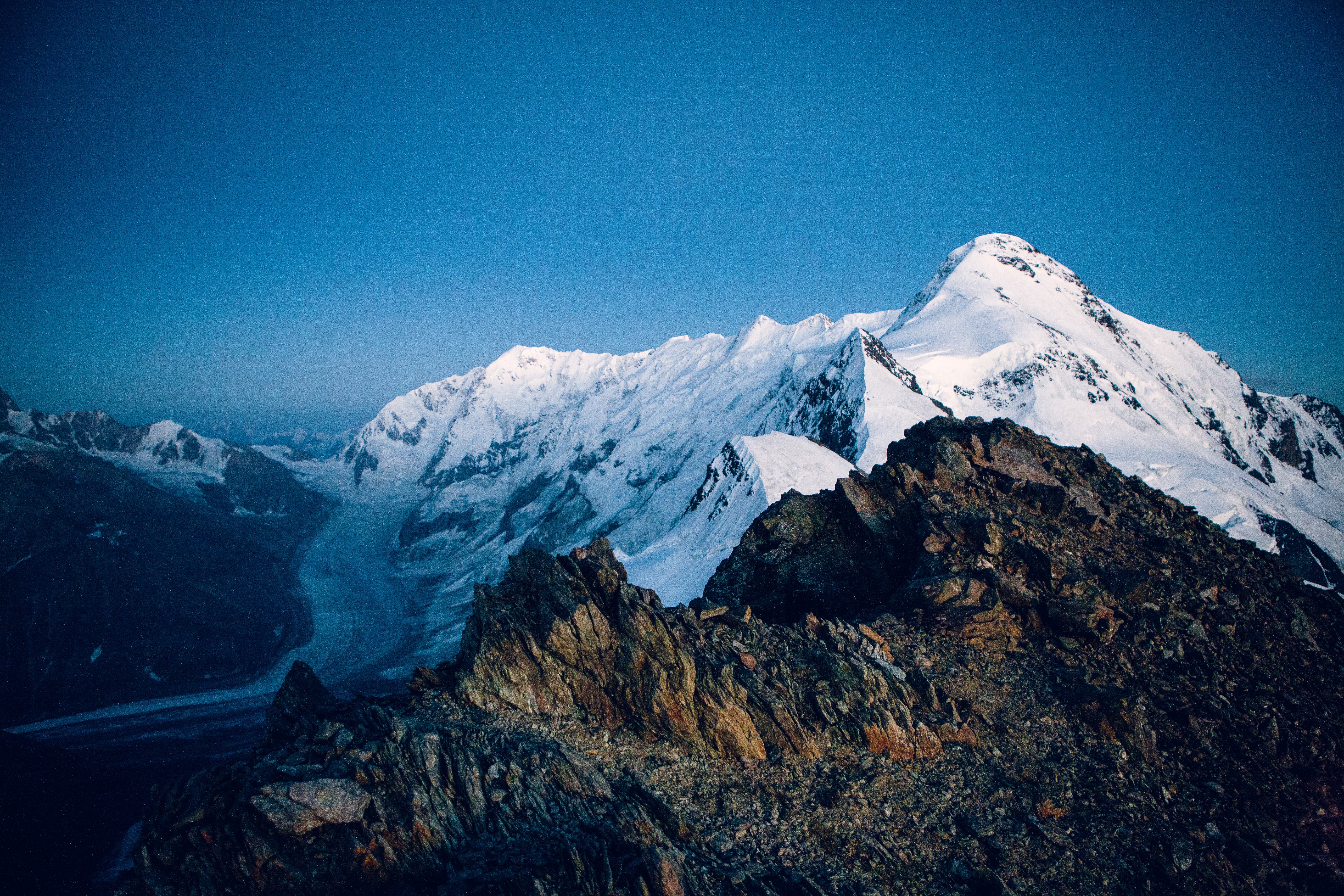
El muro de Bezenguí visto desde el lado georgiano de la frontera.

Como reserva natural estricta, la reserva de Kabardino-Balkaria está en su mayor parte cerrada al público en general, aunque los científicos y los que tienen fines de "educación ambiental" pueden visitarla con un permiso. Sin embargo, hay varias rutas "ecoturísticas" en la reserva que están abiertas al público, pero que requieren la obtención de permisos por adelantado. Tres rutas turísticas populares son:
- Al glaciar Bezenguí. Un camino de alta montaña hacia el Glaciar Bezenguí (con18 km de largo es uno de los glaciares más largos del Cáucaso), con carteles informativos a lo largo del camino y una torre de observación, pasando por la cascada de Xu Chujur y el terreno de arbustos alpinos.
- Mijirghi. Camino de montaña de tres kilómetros hasta un lago al pie del glaciar Miirghi.
- Fuente de Narzán. Se camina a través del bosque de la montaña hasta una fuente de agua mineral; se observa la flora y la fauna del bosque de Cheguem y de pueden probar las aguas minerales naturales.

La oficina principal se encuentra en la ciudad de Kashjatáu.